# آرثر غريفيثز (لاعب كرة قدم)
آرثر غريفيثز (بالإنجليزية: Arthur Edwin Griffiths)‏ (1 يناير 1885 في المملكة المتحدة - 1 يناير 1944) هو لاعب كرة قدم بريطاني (وحمل سابقاً جنسية المملكة المتحدة لبريطانيا العظمى وأيرلندا) في مركز الهجوم. لعب مع أولدهام أثلتيك وستوك سيتي ونادي ريكسهام.